# Cea de-a 500-a aniversare a atestării documentare a Bucureștiului
În anul 1959 s-au sărbătorit 500 de ani de la atestarea documentară a orașului București, Capitala României. Pentru eveniment, data cea mai semnificativă din acel an a fost 20 septembrie, deoarece în aceeași zi a anului 1459 domnitorul muntean Vlad Țepeș dăduse un hrisov în care era amintită localitatea, document ce reprezintă baza atestării. În cinstea evenimentului s-au organizat adunări populare și au fost lansate cărți, filme, cântece, spectacole de teatru ș.a. Muzeul Municipiului București, al cărui sediu fusese mutat de mai multe ori după Al Doilea Război Mondial și stabilit în 1956 în incinta Palatului Suțu, a fost deschis în noul sediu la data de 23 ianuarie.
Aniversarea trebuie privită în contextul politic și cultural al momentului – regimul comunist aliat Moscovei, respectiv proletcultismul, generator al realismului socialist. Astfel, tuturor realizărilor culturale li se imprima un caracter propagandistic, fapt care le cenzura libertatea de exprimare și le scădea valoarea estetică.
Prin coincidență, în anul 1959 a fost sărbătorită și împlinirea unui secol de la Unirea Principatelor Române (24 ianuarie 1859) și a cincisprezece ani de la „Eliberarea” României (trecerea ei de partea Aliaților în Al Doilea Război Mondial, la 23 august 1944). În anul 2009 s-au împlinit 550 de ani de la atestarea Bucureștiului, însă manifestările dedicate evenimentului au avut parte de mai puțin fast și participare publică decât cele din 1959.

## Manifestări artistice

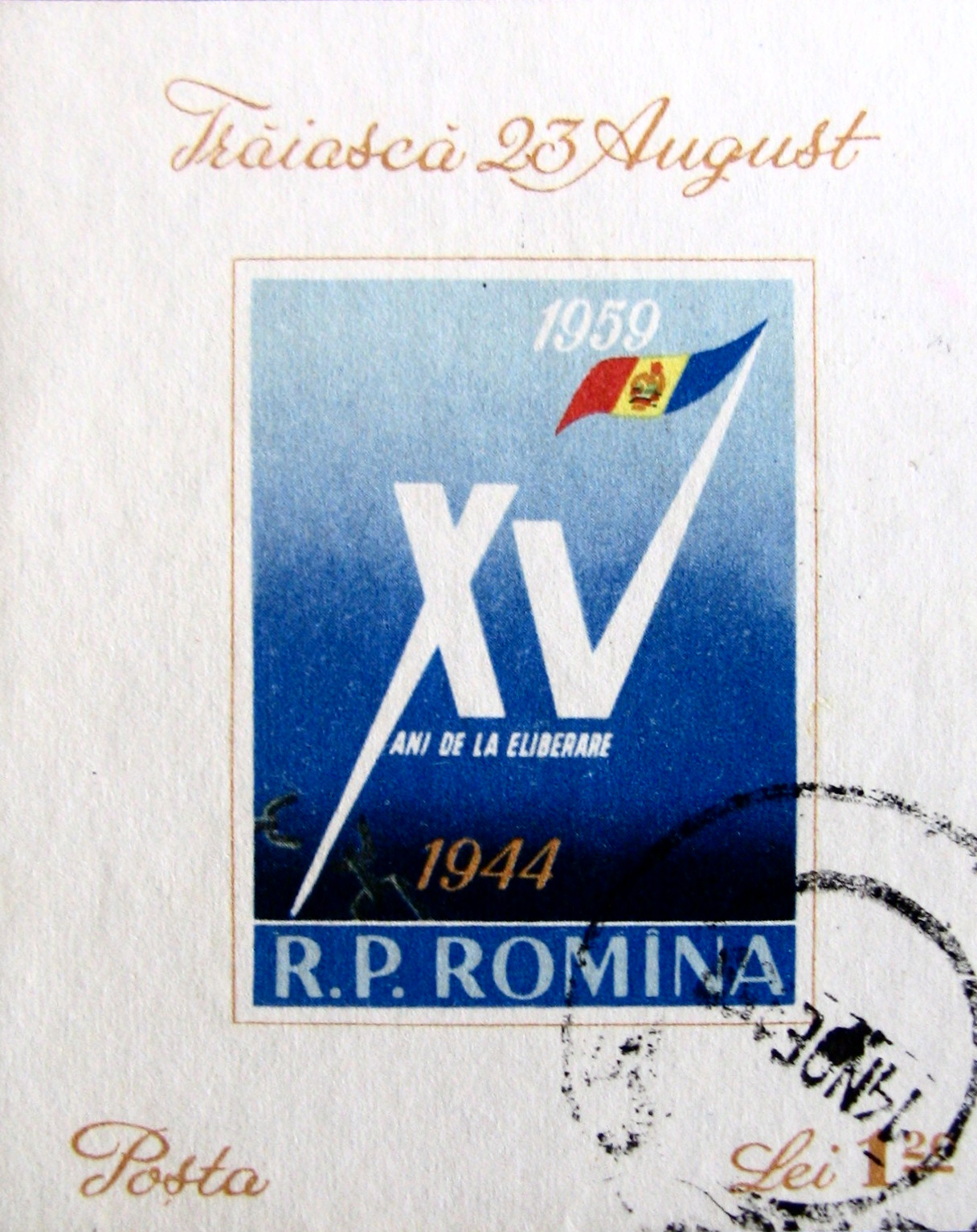
Aniversarea Bucureştiului a fost serbată la scurt timp după marcarea a 15 ani de la momentul 23 august 1944, fapt care a sporit cerințele propagandistice față de creațiile dedicate orașului.

În consens cu atitudinea proletcultistă, operele artistice trebuiau să vizeze fie relația dintre lumea „veche” – victimă a unei mentalități viciate – și cea „nouă” – morală și vizionară –, fie momentul exemplar în care lumea cea „nouă” înregistrează un progres tehnic, științific etc. Și în cazul operelor dedicate Bucureștiului la aniversare s-a ținut cont de aceste directive, fiind ilustrate orașul istoric în așteptarea desăvârșirii contemporane și noul București, aflat în neîntreruptă dezvoltare. „Ruperea cu trecutul” impusă de proletcultism îi împiedica pe creatori să reprezinte orânduirea vechii capitale cu tot cu aspectele ei pozitive, însă evocarea unor tablouri – deci desprinderi din context – cu distracții publice, meserii și obieciuri ieșite din uz (subliniindu-se ieșirea lor din uz) era posibilă. De altfel, aceasta a fost soluția adoptată de artiștii care au dorit să aducă un omagiu vechiului București.

### Muzică

#### Lucrări culte
Compozitorul Pascal Bentoiu a închinat capitalei suita de mișcări simfonice Imagini bucureștene, op. 10, cuprinzând tablourile: I. Șantiere; II. Grădini și III. Stadion. Prima audiție a fost prezentată în același an de către orchestra Radiodifuziunii Române, aflată sub conducerea lui Iosif Conta. Partitura a fost publicată de Editura Muzicală în anul 1972.
Ion Dumitrescu a intenționat să scrie o „compoziție grandioasă” pentru București, însă a renunțat din lipsă de timp. În revanșă, a susținut o conferință dedicată muzicii Bucureștiului în data de 21 august 1959, la sala de cultură a Sindicatelor, în cadrul unui ciclu de comunicări organizat de Societatea pentru Răspândirea Științei și Culturii cu prilejul aniversării. Materialul pe care s-a bazat conferința a fost ulterior expus în broșura Muzica în Bucureștiul de ieri și de azi, apărută în luna septembrie a aceluiași an.
În 1957, compozitorul Mircea Chiriac scrisese suita simfonică în cinci părți Bucureștii de altă dată. Interpretarea partiturii de către Orchestra simfonică a Radiodifuziunii române, avându-l la pupitru pe dirijorul Emanuel Elenescu, a apărut pe disc în 1959 (Electrecord ECE 036, alături de Dansurile simfonice ale lui Theodor Rogalski). Lucrarea a fost reeditată în 2004–2006 de către fiica muzicianului, Corina Chiriac (Electrecord EDC 579–580, dublu CD).

#### Muzică ușoară
Pentru eveniment s-au compus și înregistrat numeroase cântece de muzică ușoară, orchestrate în manieră jazzistică sau folclorică. Multe dintre compoziții au însoțit spectacole de teatru sau filme realizate pentru același prilej.
| Titlu                                                    | Compozitor                        | Textier                                   | Interpret                                | Discografie                                                                              | Note                                                                  |
| -------------------------------------------------------- | --------------------------------- | ----------------------------------------- | ---------------------------------------- | ---------------------------------------------------------------------------------------- | --------------------------------------------------------------------- |
| Badea neichii, București                                 | Gherase Dendrino și Ion Vasilescu | Puiu Maximilian și Nicușor Constantinescu | Maria Tănase                             | EDA 2778 (Electrecord)                                                                   | cunoscută și ca „Salutare, bătrâne București”                         |
| Când te-aduce trenu-n București                          | indisp.                           | indisp.                                   | Luigi Ionescu                            | L. Ionescu – Muzică de colecție, vol. 74 (Jurnalul Național)                             | —                                                                     |
| Cântec pentru prietenii din București (Привет Бухаресту) | Modest Tabacinikov                | I. Helemski și C. Pastramă                | Mark Bernes, Gleb Romanov, Gică Petrescu | indisp.                                                                                  | cunoscută și sub titlul „Dar prietenesc”                              |
| Frumos ești, București!                                  | Radu Șerban                       | Ion Socol                                 | Anca Agemolu, Gigi Marga                 | G. Marga – EDC 158, EDD 9 (Electrecord); Muzică de colecție, vol. 87 (Jurnalul Național) | compusă în 1954; versiunea Ancăi Agemolu a beneficiat de un videoclip |
| În Târgul Moșilor                                        | Temistocle Popa                   | Val Cebotenco                             | Maria Tănase                             | EDA 2778 (Electrecord)                                                                   | compusă în 1958                                                       |
| Podul Grant                                              | George Grigoriu                   | indisp.                                   | Gică Petrescu și Trio Grigoriu           | indisp.                                                                                  | compusă în 1959                                                       |
| Trăsurica lui Bucur                                      | Paul Urmuzescu                    | Sașa Georgescu                            | Nicolae Nițescu                          | indisp.                                                                                  | compusă în 1957; debutul compozitorului în muzica ușoară              |

### Teatru

„Lanțurile” (leagănele) din segmentul „În Târgul Moșilor” al scurtmetrajului Mic album muzical.

Cu ocazia aniversării, Teatrul de revistă „Constantin Tănase” montează concertul-spectacol București 500, care se bucură de succes atât în capitală, cât și în turneul făcut în țară. Textul spectacolului este scris de Nicușor Constantinescu și George Voinescu, iar muzica aparține mai multor compozitori: Gherase Dendrino, Aurel Giroveanu, Nicolae Kirculescu, Sergiu Malagamba, Henry Mălineanu, Nicolae Patrichi, Temistocle Popa și Elly Roman. Interpretarea aparținea soliștilor (în ordinea de pe afiș) Maria Tănase, Dorina Drăghici, Maria Sereea, Aida Moga, Mara Ianoli, Dorina Goga, Ioana Matache, Gică Petrescu, Nicolae Nițescu, Luigi Ionescu și Ciupi Rădulescu și Orchestrei de jazz „București”, condusă de Sergiu Malagamba. Coregrafia a fost realizată de Nuți Dona, decorurile de George Voinescu, costumele de Mia Steriadi, iar direcția de scenă a fost asigurată de Nicușor Constantinescu și de B. Fălticineanu. București 500 a fost conceput în două acte, dintre care primul redă pitorescul orașului în epocile anterioare, iar al doilea prezintă Bucureștiul contemporan. Din primul act fac parte cântecele: clopotului, al poștalionului, al surugiului, al haimanalei, al păpușarului, al Coanei Chirița, al lui Barbu Lăutaru, al Bătăii cu flori de la Șosea, al fălcii umflate, al societăților de binefacere, al pianului mecanic etc. Actul al doilea cuprinde: Cărți poștale ilustrate, Cântecul Ateneului și cel al tobei, Cântecul pentru fruntași în muncă, Paleta Bucureștiului, Paleta dragostei, Spre o viață mai bună etc.
Un alt spectacol de revistă montat de Teatrul „Constantin Tănase” a fost Pentru tine, București, pe muzica lui Sergiu Malagamba.
În bilanțul activității teatrale în țară pe anul 1959, publicația Teatrul (numărul din luna decembrie 1959) nu amintește nicio montare consacrată aniversării Bucureștiului (spectacolele de revistă nu fac obiectul bilanțului). În schimb, sunt pomenite evenimente organizate în onoarea celorlalte două aniversări.

### Film și televiziune
Cea mai cunoscută peliculă dedicată aniversării capitalei este scurtmetrajul Mic album muzical, regizat de Traian Fericeanu și turnat în iulie 1958. Muzica care acompaniază imaginile aparține compozitorilor Temistocle Popa și Gherase Dendrino; în film, cântăreața Maria Tănase interpretează trei piese: „Badea neichii, București”, „În Târgul Moșilor” și „Mărioară de la Gorj”. Au rămas celebre imaginile din segmentul „În Târgul Moșilor”, cu parcul de distracții aglomerat în lumina amiezei, cu leagănele și tiribomba.
Alte filme despre București realizate în 1959 sunt documentarele Aici București (regizat de Nina Behar), Bucureștii de altădată (semnat de Ion Bostan) și Bucureștiul de ieri și azi (în regia lui Ion Moscu).
Televiziunea Română, înființată cu numai doi ani în urmă, a alcătuit programe speciale în cinstea evenimentului.

## Emisiuni filatelice
Aniversarea din 1959 a fost omagiată și prin emiterea unei serii filatelice conținând șase timbre (tirajul a fost de 1 000 000 de serii complete) și a unei colițe (30 000 de exemplare). În tabelul de mai jos sunt descrise elementele seriei în relație cu figura din dreapta. Textele sunt redate în grafia originară.
|  |  |
|  |  |
|  |  |

|  |  |
|  |  |
|  |  |

|  |  |
|  |  |
|  |  |

|  |  |
|  |  |
|  |  |

|  |  |
|  |  |
|  |  |

|  |  |
|  |  |
|  |  |

Colița, în valoare de 20 de lei, îl reprezintă pe domnitorul Vlad Țepeș alături de hrisovul său. Descrierea ilustrației este: „hrisovul dat de Vlad Țepeș la 20 septembrie 1459”. Colița este imprimată pe hârtie velină de culoarea alb-murdar, fără filigran.

## Lucrări de specialitate
În anul 1959 s-au publicat următoarele cărți non-literare dedicate orașului București:
- Dumitrescu, Ion. Muzica în Bucureștiul de ieri și de azi, Editura Muzicală a Uniunii Compozitorilor din R.P.R.
- Direcția Centrală de Statistică. Anuarul statistic al orașului București, Direcția Orășenească de Statistică București
- Muzeul de Istorie al Municipiului București. Bucureștii de odinioară, Editura Științifică